# 강경찬
강경찬(姜京贊, 1952년 3월 3일 ~ )은 대학 교수를 지낸 대한민국의 정치인이다. 제주특별자치도 교육의원을 지냈다.

## 경력
- 제주한림초등학교. 금악초등학교. 제주대학교교육대학부설초등학교 교사
- 신제주초등학교 교감
- 대흘초등학교 교장
- 제주도 서귀포교육지원청 장학사
- 제주도 제주시교육지원청 장학사
- 제주도 제주시교육지원청 유아특수담당 장학관
- 제주도 제주시교육지원청 교육정책과 과장
- 제주교육대학교 강사
- 홍익대학교 교육연구소 연구원
- 홍익대학교 전임강사
- 제주대학교 교수
- 베사모복지장학회 자문이사
- 국민생활체육 제주시배드민턴연합회 자문위원
- ~ 2014.06 제9대 제주특별자치도의회 교육위원회 교육행정자치위원

## 학력
- 창천초등학교 졸업
- 안덕중학교 졸업
- 성산수산고등학교 졸업
- 제주교육대학 전문학사
- 한국방송통신대학교 행정학과 학사
- 제주대학교 교육대학원 교육학 석사
- 홍익대학교 교육대학원 교육학 석사
- 홍익대학교 대학원 교육학 박사

## 역대 선거 결과
|  | 35.56% |

|  | 5.58% |

## 참고 자료
- 강경찬 - X
- 강경찬 - 페이스북